# 凯库勒环形山

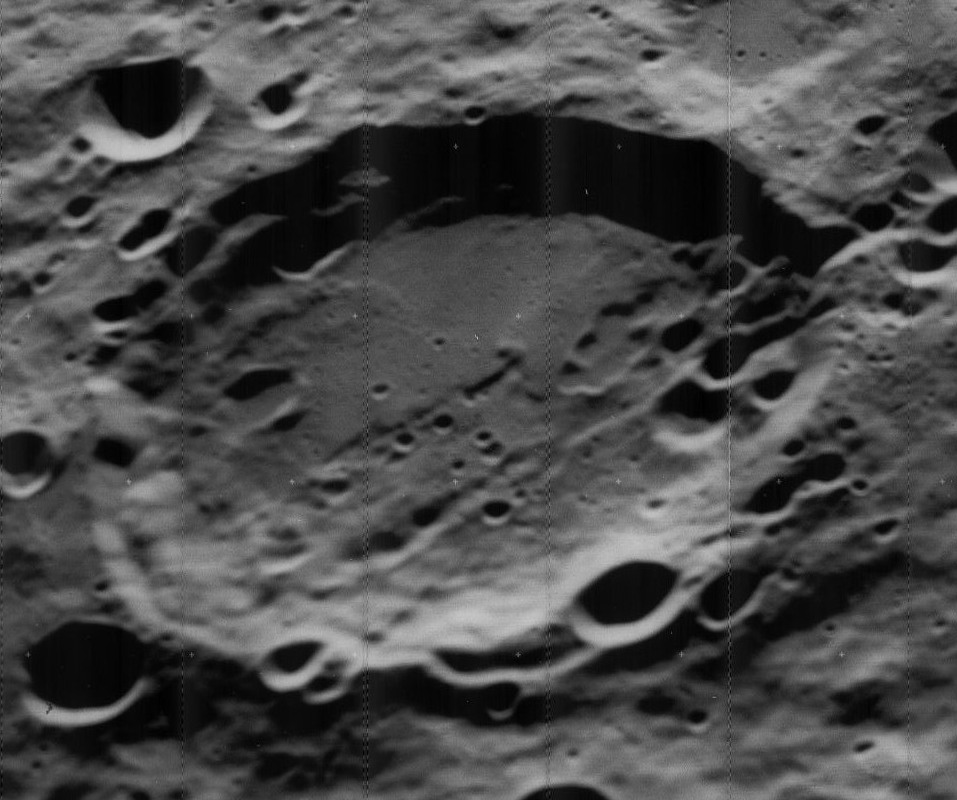
月球轨道器5号拍摄的斜视图

凯库勒环形山（Kekulé）是位于月球背面北半球的一座大撞击坑，其名称取自德国有机化学家奥古斯特·凯库勒（1829年–1896年），1970年被国际天文联合会正式批准接受。

## 描述
该环形山西邻哈维环形山和马赫环形山、东北为福斯特陨石坑、坡印廷环形山位于东侧、东南坐落着格里格陨石坑和郭守敬环形山、阿提密夫环形山则位于它的西南方。
陨坑中心月面坐标为16°24′N 138°06′W / 16.4°N 138.1°W，直径94.2公里，
深度2.8公里。
凯库勒环形山位于东南巨大的赫茨普龙环形山喷发溅射层范围内。受撞击侵蚀，其外侧边缘已部分磨损变形，其中:东北侧基本已损毁并重叠着大小不同的撞击坑，而西侧缘则仍保持完整清晰，且内侧壁较东部稍宽。陨坑整体轮廓大致呈圆形，坑壁平均高出周边地形1450米，内部容积约为8600立方千米。碗状的坑底较为平坦，但东北侧及南部区较崎岖，陨坑内地表上散布着一些细小的陨坑，中部无中央峰，沿北侧内壁坐落着二座小撞击坑，西南内侧坡下分布有一串链坑。

## 卫星陨石坑
按惯例，最靠近凯库勒环形山的卫星坑在月图上以字母标注在该坑中心点的旁边。

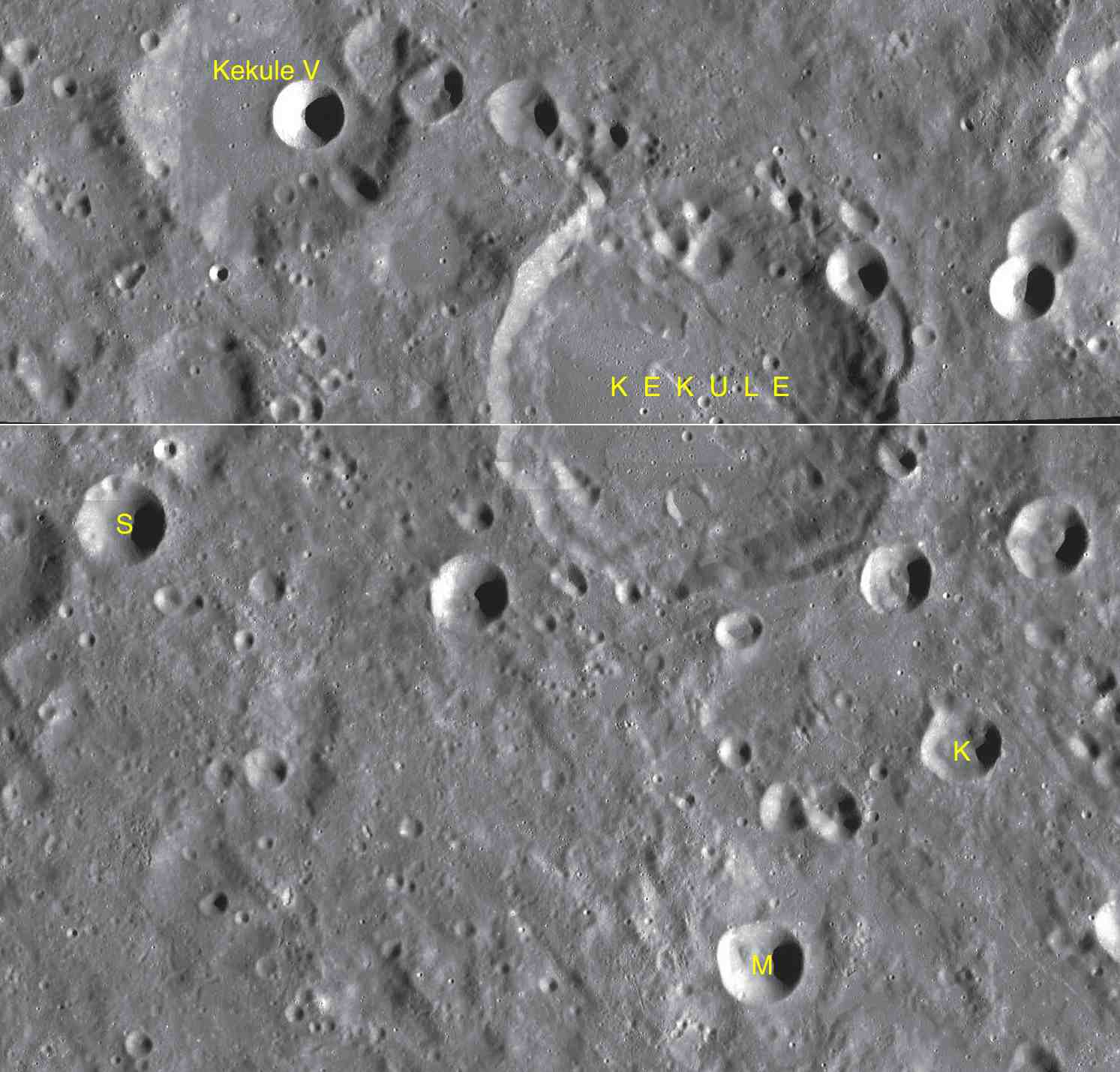
LAC-52与LAC-70拼接图

| 凯库勒 | 纬度    | 经度     | 直径    |
| ------ | ------- | -------- | ------- |
| K      | 13.9° N | 135.8° W | 16 公里 |
| M      | 12.2° N | 137.4° W | 19 公里 |
| S      | 15.4° N | 143.0° W | 21 公里 |
| V      | 18.4° N | 142.0° W | 67 公里 |